# 朝倉将景
朝倉 将景（あさくら ゆきかげ/まさかげ）は、室町時代中期の武将。越前国鳥羽に領地があったと考えられ、姓を「鳥羽」とすることもある。

## 略歴
朝倉氏5代当主・朝倉教景の子として誕生。斯波義将から偏諱を受けているため、応永17年（1410年）以前の生まれと思われる。
7代当主となった甥の孝景とは反目し、長禄2年（1458年）に始まった守護斯波義敏と守護代・甲斐常治との合戦（長禄合戦）では、守護側に与して孝景と対立した。翌長禄3年（1459年）8月11日、越前足羽郡和田荘の合戦で堀江利真と共に孝景らに討ち取られた。子・景正も和田での合戦で討ち取られたが、将景の曾孫である朝倉景富が鳥羽家を継いでいる。
娘は孝景に嫁いでおり、孝景とは義理の親子関係にある。彼女との間に氏景が生まれた。